# Djôrô
Djôrô, in precedenza denominata regione del Sud-Ovest (Sud-Ouest, in francese) è una delle 17 regioni del Burkina Faso. Il capoluogo della regione è Gaoua.

## Province
La regione è suddivisa in 4 province:
- Bougouriba
- Ioba
- Noumbiel
- Poni